# 생각하는 사람

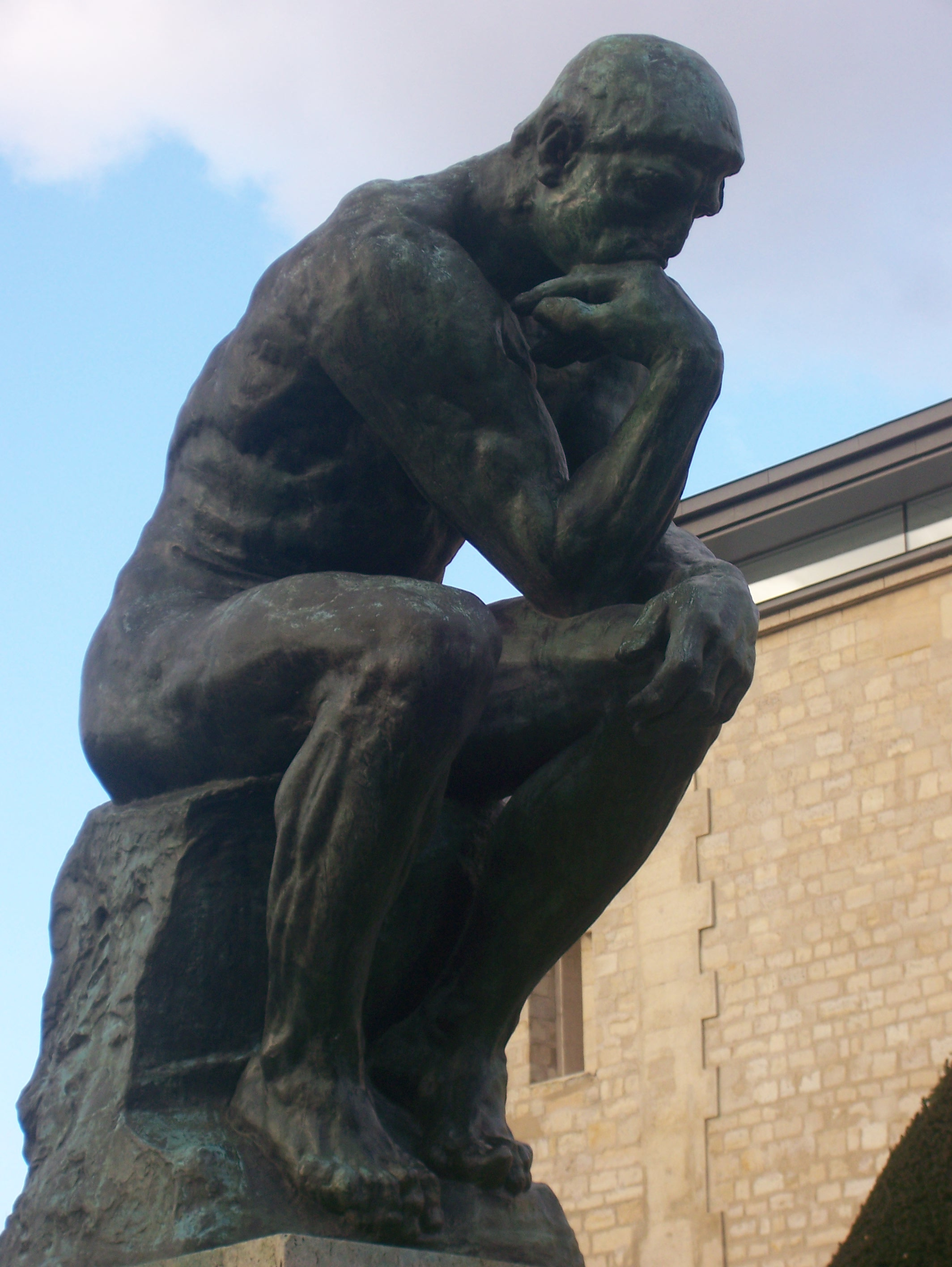

생각하는 사람(프랑스어: Le Penseur, 영어: The Thinker)은 오귀스트 로댕이 만든 조각상이다. 이 조각상은 턱을 오른팔에 괴고 있는데, 그 오른팔은 왼쪽 다리에 팔꿈치를 얹고 있다.
높이는 186 cm이다.작품의 석고상(石膏像)은 1880년에 완성되어, 최초에는 《시인》이란 이름이 붙여졌다. 《지옥의 문》의 문 윗 부분에서 아래의 군상(群像)을 내려다보고 있는 형상을 하고 있다. 그것을 1888년에 독립된 작품으로서 크게 하여 발표, 1904년 살롱에 출품하고부터 유명해졌다. 단테의 《신곡》(神曲)을 주제로 한 《지옥의 문》의 가운데 시인을 등장시키려고 하는 로댕의 시도가 벗은 채로 바위에 엉덩이를 걸치고, 여러 인간의 고뇌를 바라보면서 깊이 생각에 잠긴 남자의 상을 만들게 되었다고 한다. 전신 근육의 긴장에 의하여 격렬한 마음의 움직임을 응결시켜, 영원히 계속 생각하는 인간의 모습을 강력하게 표현한 작품이다. 살롱 출품 후 파리의 판테온에 놓아두었으나(1906~1922), 그 후 로댕 미술관의 정원으로 옮겨졌다. 모작품(模作品)중의 하나는 로댕의 묘를 장식하였다.